# Acorethra erato
Acorethra erato är en skalbaggsart som först beskrevs av Newman 1840.  Acorethra erato ingår i släktet Acorethra och familjen långhorningar. Inga underarter finns listade i Catalogue of Life.